# Blocco dell'Artsakh
Il blocco dell'Artsakh è un evento che ha avuto luogo fra il 2022 e il 2023, inquadrabile nel più ampio contesto del conflitto del Nagorno-Karabakh. La regione in questione è stata oggetto di disputa tra l'Azerbaigian e l'Artsakh. Quest'ultimo era una repubblica separatista costituita da una popolazione di etnia armena e supportato dall'Armenia. Dal 2020, in seguito all'accordo di cessate il fuoco tra Armenia ed Azerbaigian al termine del secondo conflitto del Nagorno-Karabakh, un contingente di peacekeepers russi è stato schierato nella regione nell'ambito di un accordo trilaterale tra Armenia, Azerbaigian e Russia.
Il 12 dicembre 2022 un gruppo di cittadini dell'Azerbaigian, sostenendo di essere “attivisti ambientali”, ha bloccato il passaggio attraverso il corridoio di Laçın, ovvero l’unica strada che collega l'Artsakh all'Armenia ed al mondo esterno.
Nonostante i manifestanti azeri sostengano di avere intenzioni pacifiche, il blocco da loro messo in atto cagionò in pratica conseguenze gravissime per la popolazione: i 120 000 residenti nella regione rimasero bloccati al loro interno, senza che fosse possibile l'importazione di cibo, carburante e medicine e di conseguenza provocando una crisi umanitaria. Sebbene con il tempo fosse stato reso possibile il passaggio di alcuni mezzi umanitari appartenenti al Comitato Internazionale della Croce Rossa ed ai peacekeeper russi in determinate occasioni, questi trasporti non furono sufficienti a garantire le esigenze alimentari, sanitarie ed energetiche degli abitanti della regione, che permasero in uno stato di chiusura all'interno dei confini dello stato autoproclamato, in condizioni umanitarie precarie e senza accesso a beni e servizi primari. Si segnalarono gravi difficoltà tra le altre cose nell’approvvigionamento del cibo, nel proseguimento dell’attività scolastica e nel ricongiungimento di famiglie, comprendenti minori, separate dal blocco in corso.
Diverse infrastrutture strategiche che collegavano l'Armenia all'Artsakh furono danneggiate durante il blocco diverse volte, causando interruzioni nelle forniture di elettricità, gas e Internet. In diverse occasioni l'Azerbaigian tagliò l'unica fornitura di gas naturale all'Artsakh, per periodi anche di tre settimane, causando preoccupazioni dal punto di vista umanitario considerato il periodo invernale. Il 10 gennaio fu danneggiata l'unica linea ad alta tensione che alimentava la rete elettrica dell'Artsakh e di conseguenza le autorità furono costrette ad intervenire con blackout pianificati quotidiani per razionare il limitato quantitativo di elettricità prodotto localmente. Il 12 gennaio 2023 anche i cavi a banda larga che fornivano il collegamento ad Internet furono danneggiati, per essere poi riparati da tecnici armeni il giorno seguente.
È ampiamente sospettato, da parte di organizzazioni non governative, giornalisti ed esponenti politici occidentali, che il blocco fu orchestrato dal governo dell'Azerbaigian come forma di guerra ibrida al fine di sottomettere la regione indipendentista e prenderne il controllo, con il supporto della Turchia. L'autenticità delle rivendicazioni "ambientaliste" sostenute dai partecipanti al blocco rimase sotto scrutinio da parte di organizzazioni internazionali e analisti politici essendo stato elevato il sospetto che quello dell'ambientalismo sia un pretesto, sostenuto dalle autorità azere e, in parte, turche, per costringere la popolazione dell'Artsakh alla resa nei confronti dell'Azerbaigian.. Alcuni osservatori hanno inoltre fatto notare come in Azerbaigian il diritto al manifestare non sia un diritto civile riconosciuto e come le eventuali assemblee popolari spontanee vengano tendenzialmente represse in modo rapido da parte delle autorità. Inoltre l’ambientalismo non sembra essere una tematica particolarmente sentita in Azerbaigian, considerato che il paese basa la sua economia in gran parte sullo sfruttamento di fonti fossili. Dall’analisi giornalistica dei video relativi alle proteste, inoltre, è possibile notare slogan e bandiere nazionaliste.

## Antefatti
La Repubblica dell'Artsakh era uno stato a riconoscimento limitato situato su di un territorio riconosciuto internazionalmente come facente parte dell'Azerbaigian, la cui popolazione era in larga maggioranza di etnia armena. L'Azerbaigian non riconobbe la sovranità dell'Artsakh, mentre la popolazione dell'Artsakh rifiutò di ottenere la cittadinanza azera propostagli dall'Azerbaigian, non avendo fiducia nelle garanzie offerte dall'Azerbaigian a causa della sua lunga storia di abusi dei diritti umani, sentimenti anti-armeni e assenza di diritti per le minoranze etniche.
In seguito alla guerra del Nagorno-Karabakh del 2020, l'Azerbaigian smise di concedere qualsiasi status speciale ai residenti di etnia Armena mentre la Repubblica dell'Artsakh aumentò sensibilmente la sua dipendenza dall’Armenia dal momento che territori fondamentali per le risorse agricole, idriche ed energetiche furono ceduti all’Azerbaigian come parte del trattato di cessate-il-fuoco.
La popolazione dell'Artsakh subì altri blocchi da parte dell'Azerbaigian: il primo ad agosto 1989, e il secondo durante l'assedio di Stepanakert (novembre 1991 – maggio 1992) quando la capitale fu assediata e numerosi obiettivi civili bombardati dalle forze aeree e di terra.
Il corridoio di Laçın rimase pertanto l'unica via di collegamento tra l'Artsakh ed il mondo esterno. I tentativi di costruire altre strade sono stati resi impossibili dall’esito dei conflitti, come l'autostrada Vardenis-Martakert, costruita nel 2017 ma chiusa in seguito alla guerra del 2020. L'aeroporto di Stepanakert è stato chiuso nel 1990 durante la prima guerra del Nagorno-Karabakh e, nonostante i danni causati dai bombardamenti fossero stati riparati nel 2011, l'Azerbaigian ne bloccò l'utilizzo, dichiarando che qualsiasi aeroplano che si trovasse a volare nello spazio aereo del Nagorno-Karabakh sarebbe stato distrutto. L’Armenia cedette il Distretto di Laçın all’Azerbaigian il 26 agosto 2022 seguendo gli accordi contenuti nel trattato di cessate-il-fuoco del 2020 con l’esclusione del Corridoio di Laçın che secondo gli accordi sarebbe stato controllato da militari russi.

## Cronologia del blocco
Il 3 dicembre, fonti di informazione del governo dell'Artsakh hanno riportato che un gruppo di Azeri hanno bloccato il corridoio di Laçın tra Stepanakert e Goris e all'incrocio tra Şuşa e Daşaltı. La strada è stata in seguito riaperta dopo essere stata chiusa per quattro ore.
Il 10 dicembre, i Ministeri dell'Economia, della Protezione Ambientale e delle Risorse Naturali dell'Azerbaigian hanno rilasciato un comunicato congiunto dichiarando che avrebbero iniziato un'opera di monitoraggio ambientale nel territorio dell'Artsakh. Lo stesso giorno, un gruppo di Azeri ha tentato di entrare nella miniera di Kashen, ma sono stati respinti dai responsabili della sicurezza della miniera.
Il 12 dicembre, un gruppo di Azeri ha bloccato il corridoio di Laçın collocando tende sulla strada. I partecipanti sostengono di essere “ambientalisti” e di protestare per l'utilizzo, a loro avviso illegale, dei depositi minerari della regione.
Tra il 13 ed il 16 dicembre, l'Azerbaigian ha interrotto il flusso di gas dall'Armenia all'Artsakh. Il fornitore di gas azero Azeriqaz ha negato qualsiasi coinvolgimento.
La sera del 13 dicembre, i media azeri riportano che truppe del Ministero degli interni e la polizia sono giunte sul luogo delle proteste per “assicurare la sicurezza dei partecipanti all’azione”.
Il 14 dicembre, le autorità azere dichiarano che a bloccare il corridoio è il contingente di pace Russo.
Il 16 dicembre, un numero compreso tra 40 000 e 70 000 residenti dell'Artsakh hanno manifestato nella capitale Stepanakert protestando per il blocco, una delle maggiori proteste nel Nagorno Karabakh dal 1988.
Il 27 dicembre, l'Azerbaigian ha specificato come condizione per la rimozione del blocco il permesso per entrare nei siti minerari utilizzati dall'Artsakh.
Il 28 dicembre, le autorità dell'Artsakh hanno fermato le operazioni minerarie a Kashen, in attesa di una “valutazione ecologica internazionale” che smentisca le affermazioni azere relative a danneggiamenti ambientali.
Il 29 dicembre, il primo ministro armeno ha criticato l'operazione di peacekeeping delle forze russe in Artsakh per la loro incapacità nel mantenere aperto il transito da e verso l'Artsakh ed ha suggerito che questo ruolo venga delegato ad un contingente di pace delle Nazioni Unite, suggerimento che l'Azerbaigian ha respinto.
Il 31 dicembre, gli sforzi per ottenere una dichiarazione a riguardo del blocco da parte del Consiglio di Sicurezza delle Nazioni Unite non hanno avuto successo. Le ragioni esatte del fallimento sono sconosciute. L'ambasciatore azero in Belgio ed nell'Unione europea, Vaqif Sadiqov, ha dichiarato in un tweet “Parole di gratitudine vanno ad Albania, Russia, Emirati Arabi Uniti e Regno Unito! Un grande lavoro dei diplomatici azeri!”.
Il 5 gennaio 2023, il parlamento dell'Artsakh ha chiesto a Stati Uniti, Francia e Russia di impegnarsi per la riapertura del corridoio od, in alternativa, porre in essere un ponte aereo verso l'aeroporto di Stepanakert al fine di evitare una crisi umanitaria. Il ministro di Stato dell’Artsakh, Ruben Vardanyan, sostiene che pressioni da parte di organizzazioni internazionali, Stati europei ed USA potrebbero avere un impatto significativo.
L'8 gennaio le autorità dell'Artsakh hanno annunciato che le scuole ad orario esteso e gli asili verranno chiusi a partire dal giorno seguente a causa delle carenze di risorse causate dal blocco.
Il 9 gennaio il governo dell'Artsakh ha annunciato il razionamento di beni primari come riso, zucchero, pasta ed olio a partire dal 20 gennaio.
Il 10 gennaio, il fornitore elettrico dell'Artsakh ha riportato che la linea ad alta tensione che collega l'Armenia all'Artsakh è stata danneggiata e gli Azeri ne impediscono la riparazione.
Il 12 gennaio si sono verificate interruzioni di Internet per circa un'ora, causando paura tra i residenti. A proposito, il ministro di Stato Ruben Vardanyan ha dichiarato “Abbiamo tre scelte: diventare cittadini dell’Azerbaigian, abbandonare l'Artsakh o superare questa situazione. Questa è una lotta per la vita, dobbiamo fare tutto ciò che è nelle nostre forze”.
Il 17 gennaio, secondo l'Artsakh InfoCenter, l'Azerbaigian ha nuovamente interrotto il flusso di gas dall'Armenia.
Il 18 gennaio viene riportato che un pulmino contenente 19 bambini che stavano tornando a Stepanakert accompagnati da militari russi per ricongiungersi alle loro famiglie è stato fermata dagli Azeri. Alcuni di loro sono entrati nell'auto ed hanno filmato i bambini, terrorizzandoli e causando lo svenimento di uno di loro.
Il 19 gennaio, il Parlamento europeo ha adottato una risoluzione in cui condanna il blocco, descrivendolo come una crisi umanitaria ed una violazione del trattato di cessate-il-fuoco del 2020. La risoluzione richiede all'Azerbaigian di “proteggere i diritti degli Armeni che vivono in Nagorno-Karabakh e astenersi dalla sua retorica di discriminazione contro gli Armeni”. La risoluzione condanna inoltre “l'inazione dei peacekeeper russi” e considera che dovrebbe essere negoziato urgentemente una loro sostituzione con corpi di pace armati internazionali dell'OCSE sotto mandato delle Nazioni Unite.
L'8 febbraio, il ministro degli esteri russo ha respinto l'idea di un intervento di mantenimento della pace da parte dell'Unione europea o dell'ONU.

## Crisi umanitaria
Il blocco causò una crisi umanitaria dal momento che la Repubblica dell’Artsakh rimase tagliata fuori dal regolare transito di beni essenziali quali cibo, carburante e medicine e diverse infrastrutture critiche che collegavano l’Armenia all’Artsakh passando per il territorio controllato dall’Azerbaigian sono state danneggiate.
Nella notte del 12 dicembre, quindi in pieno Inverno, più di 1200 cittadini, tra cui 270 bambini che ritornavano dall’Eurovision Junior Song Contest del 2022 tenutosi a Erevan, sono rimasti bloccati sulle strade e centinaia di famiglie sono state separate.
Tra le 120 000 persone bloccate nel territorio dell’Artsakh si contano 30 000 bambini, 20 000 anziani e 9 000 persone con disabilità e le scuole e altre istituzioni sono state costrette a chiudere a causa del blocco.

### Mancanza di approvvigionamento di medicine e risorse essenziali
Si riportano ampie carenze di cibo e medicinali, e le scorte essenziali sono state razionate. Secondo fonti ufficiali armene, “L’Artsakh dipende in larga misura dalla fornitura di risorse alimentari dall’Armenia per soddisfare la domanda locale” e precedentemente al blocco riceveva dall’Armenia 400 tonnellate al giorno di risorse essenziali, come grano, farina, verdure e frutta.. Secondo News.am, alla data del 16 febbraio, il 17,7% di tutte le attività commerciali in Artsakh sono state sospese e più di 14 000 tonnellate di rifornimenti che sarebbero dovuti arrivare regolarmente all’Artsakh sono state bloccate.
Vi sono inoltre delle comunità di persone che vivono nel corrodio ad ovest dei protestanti che sono state tagliate fuori tanto dall’Armenia quanto dall’Artsakh e di conseguenza sono rimaste completamente isolate.
Il 20 gennaio, le autorità dell’Artsakh hanno annunciato un sistema di razionamento del cibo basato su coupon che prevede l’assegnazione ad ogni persona di un chilo di pasta, grano saraceno, riso, zucchero e un litro di olio al mese.
Un articolo della BBC datato 6 gennaio riporta che l’unico prodotto rimasto in vendita al mercato principale è timo secco, mentre tutti gli scaffali dei negozi di Stepanakert sono vuoti e tutti i medicamenti basilari sono terminati, compreso nell’ospedale.
Il blocco sta causando enormi difficoltà al sistema sanitario: il trasporto di pazienti in condizioni critiche dall’Artsakh a Erevan è impossibile, aspetto che ha causato la morte di un paziente. Secondo fonti ufficiali dell’Artsakh, 580 persone non possono ricevere operazioni chirurgiche.
La Croce Rossa Internazionale è riuscita a distribuire cibo, forniture mediche e di igiene personale attraverso il corridoio potendo in questo modo rifornire otto ospedale, un centro di riabilitazione ospitante 300 persone anziane e un centro che aiuta bambini provenienti da famiglie vulnerabili.
A partire dal 19 dicembre, la Croce Rossa Internazionale ha condotto 18 evacuazioni mediche, permettendo il passaggio sicuro di 60 pazienti bisognosi di cure mediche urgenti e relativi accompagnatori per un totale di 95 persone. Anche il contingente russo riporta di aver fatto transitare convogli umanitari attraverso il corridoio di Laçın tra il 22 gennaio e il 5 febbraio. Secondo Amnesty International tuttavia, gli aiuti umanitari consegnati dalla Croce Rossa Internazionale e il contingente Russo non sono sufficienti per soddisfare la domanda.

### Danni alle infrastrutture
Sono stati riportati danni a diverse infrastrutture essenziali che collegano l’Armenia all’Artsakh passando per territori controllati dall’Azerbaigian, causando durante il blocco disservizi alle forniture di gas, elettricità e telecomunicazioni.

## Azioni legali

### Corte Internazionale di Giustizia
L'Armenia si è appellata alla Corte internazionale di giustizia con la richiesta di adottare misure per obbligare l’Azerbaigian a cessare l'organizzazione ed il sostegno delle manifestazioni che hanno bloccato la libertà di movimento attraverso il corridoio di Laçın in entrambe le direzioni.

### Corte Europea dei Diritti Umani
Il 14 dicembre 2022, l'Armenia si è appellata alla Corte Europea per i Diritti Umani con la richiesta di obbligare l'Azerbaijan a sbloccare il corridoio di Laçın e provvedere a misure temporanee nei suoi confronti. Allo stesso modo, il 22 dicembre è stato l'Azerbaijan ad'Armenia ha fornito in Gennaio all'ECHR informazioni riguardanti la crisi umanitaria provocata dal blocco e ha inoltre richiesto l'intervento del Comitato dei Ministri del Consiglio d'Europa, che controlla l'attuazione delle decisioni dell'EHCR.
Il 17 gennaio, la Corte Europea per i Diritti Umani ha rilasciato un comunicato urgente riguardo alla questione del corridoio di Laçın indirizzato al Comitato dei Ministri del Consiglio d'Europa, dando in questo modo seguito alla richiesta armena e respingendo allo stesso tempo la richiesta azera di prendere misure contro l'Armenia.

## Reazioni

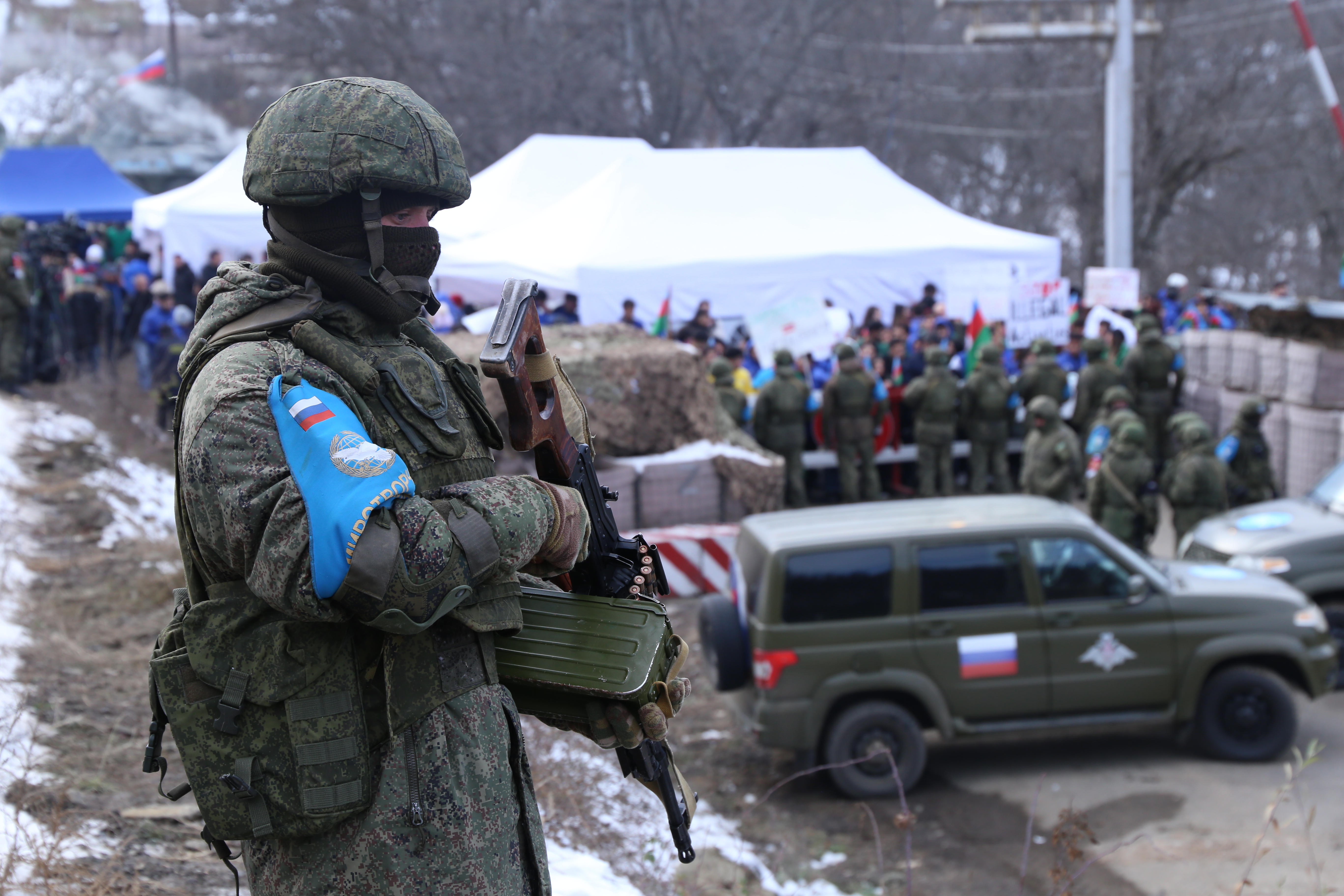
Peacekeeper russi durante il blocco

Diversi Stati, organismi internazionali e analisti politici hanno condannato il blocco, sostenendo come l’Azerbaijan stia deliberatamente orchestrando la crisi come tentativo per prendere il controllo dell’Artsakh. Organizzazioni e accademici specializzati in studi riguardanti il genocidio hanno lanciato l’allarme rilevando fattori di rischio.
Markéta Gregorová, membro ceco del Parlamento Europeo e del Consiglio di Cooperazione EU-Azerbaijan, ha dichiarato come l’accordo firmato tra Unione Europea e Azerbaijan per sostituire le importazioni russe di gas abbia minato l’abilità dell’Unione Europea di fare pressione sull’Azerbaijan. Nathalie Loiseau, membro francese del Parlamento Europeo e della Sottocommissione per la sicurezza e la difesa ha dichiarato come il blocco sia “illegale, crudele e in contraddizione con le pretese di Baku riguardanti l’appartenenza del territorio all’Azerbaijan: quale paese impedirebbe alla sua stessa popolazione di ricevere cibo e medicine?”
Dieci differenti organizzazioni per la tutela dei diritti umani hanno rilasciato collettivamente un’allerta di genocidio: “Tutti i 14 fattori di rischio per i crimini atroci individuati dal documento delle Nazioni Unite relative alla prevenzione del genocidio sono presenti [...] L’aggressione dell’Azerbaijan nei confronti degli armeni del Nagorno-Karabakh è parte di un vasto schema di pulizia etnica e religiosa degli armeni e di altre comunità cristiane nella regione da parte del Governo dell’Azerbaijan, della Turchia, dell’Impero Ottomano e dei loro alleati”.
L’esperto del Caucaso Laurence Broers ha tracciato un parallelismo tra il discorso russo che considera l’Ucraina come una nazione “falsa” e il discorso azero a proposito dell’Armenia, che sostiene come questa nazione abbia una storia “falsa”, quindi elevando la portata del conflitto su un piano esistenziale.

### Parti coinvolte
- Armenia – Il Ministero degli Affari Esteri armeno ha dichiarato come l’azione provocatoria dell’Azerbaijan possa condurre a un disastro umanitario su larga scala.[99] Il primo ministro dell’Armenia ha criticato le forze russe, il cui mandato è quello di garantire la sicurezza dei trasporti da e verso la regione, considerando come stiano diventando “testimoni silenziosi dello spopolamento del Nagorno-Karabakh”.[40] Margaryan, Rappresentante Permanente dell’Armenia, ha dichiarato al Consiglio di Sicurezza ONU come “il blocco in corso non sia solo un caso isolato, ma una nuova dimostrazione della violenza sistematica usata dalle autorità azere per svolgere una pulizia etnica della popolazione del Nagorno Karabakh”.[100][101][102][103]
- Artsakh – Il presidente dell’Artsakh, Arayik Harutyunyan, ha dichiarato che "il comportamento aggressivo dell’Azerbaijan, mediante il quale terrorizza la nostra popolazione, è del tutto inaccettabile”.[104][105][106] Vagram Balayan, leader di Dashnak, una fazione parlamentare dell’Artsakh, sostiene che “gli azeri in realtà non vogliono nessun negoziato, vogliono solo la nostra scomparsa dalla storia”.[107] Il ministro di stato dell’Artsakh, Ruben Vardanyan, dichiara "Il messaggio che l’Azerbaijan sta inviando è con questi eco-attivisti è che le tue opzioni sono o andarsene, o accettare le nostre regole, oppure morirai di fame perché nessuno ha il minimo interesse nei tuoi confronti”.[108]
- Azerbaigian – Il Ministro degli affari esteri ha negato il blocco sostenendo che “i trasporti civili possono muoversi liberamente in ambo le direzione”.[109][110] Il portavoce del Ministro, Ayxan Hajizade, ha sostenuto che il blocco sia una “fake news”.[111][112] Il presidente dell’Azerbaigian İlham Əliyev si è congratulato con i partecipanti al blocco[113], ha dichiarato che “è ingiusto chiamare gli eventi che stanno accadendo sulla strada Lachin-Khankendi un ‘blocco’” e che i residenti che non desiderano vivere nella regione come cittadini azeri sono liberi di andarsene".[114].[115][116] Ha anche dichiarato che in un mese circa 400 camion dei peacekeeper russi sono passati attraverso il corridoio portando cibo e risorse primarie ai residenti e anche che la Croce Rossa ha ottenuto il permesso di passare ogni volta che lo ha richiesto.[114]
- Russia – La portavoce del Ministro degli Esteri russo, Maria Zacharova, ha dichiarato il terzo giorno dall’inizio del blocco che “Il Ministro russo della difesa e il contingente di pace russo stanno lavorando attivamente per l'allentamento della situazione e ci aspettiamo che il collegamento venga ripristinato nell'immediato futuro”.[117] Il 18 gennaio 2023, il Ministro degli Esteri russo Sergej Lavrov ha dichiarato che gli ufficiali della difesa russi stanno analizzando i reclami azeri secondo cui l'Armenia stesse trasportando mine attraverso il corridoio di Laçın. Ha proposto che i peacekeeper russi potrebbero esaminare i carichi che vengono trasportati attraverso la strada, aggiungendo che è sua convinzione che il problema verrà risolto in breve tempo.[118]

### Reazioni Internazionali
- Brasile – L’Ambasciatore Filho ha richiesto l’apertura di canali di dialogo, sostenendo come “ogni opposizione mette a repentaglio il benessere del popolo del Nagorno-Karabakh e minaccia il processo di riconciliazione di Armenia e Azerbaijan”.[119]
- Canada – Il Ministro degli Esteri ha chiesto all’Azerbaijan di riaprire il corridoio.[120]
- Cipro – Il Ministro degli Esteri ha chiesto all’Azerbaijan di riaprire il corridoio e ripristinare il gas.[121]
- Estonia – Il Ministro degli Affari Esteri si è mostrato preoccupato a proposito del blocco a causa delle pesanti sofferenze umane che causa alla popolazione.[122]
- Francia – Il Ministro degli Affari esteri ha richiesto lo sblocco del corridoio di Laçın e il rispetto dei diritti degli armeni che vivono in Nagorno-Karabakh.[123]
- Germania – Il Commissario per i Diritti Umani e l’Assistenza Umanitaria ha richiesto il ripristino della libera circolazione di persone, veicoli e beni attraverso il Corridoio di Laçın il prima possibile, sottolineando il rischio di gravi conseguenze umanitarie per la popolazione civile.[124]
- Grecia – Il Ministro degli Affari Esteri ha richiesto all’Azerbaijan di assicurare la libertà e la sicurezza dei movimenti e dei trasporti e che la popolazione locale deve essere risparmiata dalle sofferenze.[125]
- Irlanda ha chiesto all’Azerbaijan di riaprire il corridoio e assicurare la libertà di movimento.[126]
- Libano – Il ministro degli Esteri rigetta fermamente la chisura del corridoio e le sofferenze per la popolazione civile.[127]
- Lituania – Il ministro degli Esteri ha espresso timore per il protrarsi del blocco e le conseguenze umanitarie per la popolazione.[128]
- Paesi Bassi – Il ministro degli Esteri chiede la riapertura del corridoio e la ripresa del dialogo tra Armenia e Azerbaijan[129] Il parlamento ha inoltre adottato una risoluzione per richiedere al governo di chiedere al Consiglio Europeo di esercitare pressione sull’Azerbaijan per cessare le ostilità contro la popolazione e riaprire il corridoio di Laçın. Ha anche dichiarato come “il contingente di pace russo non interviene nell’erea e questa situazione rischia di creare una emergenza per la popolazione del Nagorno Karabakh”.[130]
- Norvegia – Il ministro degli Affari Esteri Mona Juul chiede all’Azerbaijan di garantire la libera circolazione sul corridoio di Laçın, al fine di evitare un disastro umanitario e richiamando la comunità internazionale all’azione.[119]
- Polonia – Il senato ha adottato all’unanimità una risoluzione che chiede all’Azerbaijan di rimuovere il blocco e restaurare la libertà di movimento sul corridoio di Laçın senza ritardi o precondizioni.[131]
- Spagna – Il Congresso dei Deputati ha adottato all’unanimità una risoluzione di condanna nei confronti dell’Azerbaijan e ha sottolineato i rischi di crisi umanitaria.[132][133]
- Turchia – L’Ambasciatore per l’Azerbaijan, Cahit Bağcı, ha visitato personalmente il blocco, e ha scritto su Twitter “Il Karabakh è Azerbaijan”.[134]
- Regno Unito – Il Ministro per gli Affari Europei, Leo Docherty, ha espresso preoccupazione che il blocco del corridoio e le interruzioni delle forniture di gas durante l’inverno possano causare gravi conseguenze umanitarie[135][136]
- Stati Uniti – Il portavoce per il Dipartimento di Stato degli Stati Uniti, Ned Price ha dichiarato come la chiusura del corridoio abbia serie conseguenze umanitarie e ha richiamato l’Azerbaijan al ripristino della libera circolazione attraverso il Corridoio di Laçın.[137][138] Simile dichiarazione da Vedant Patel, portavoce del Dipartimento dei Deputati[non chiaro].[139] Robert A. Wood, Rappresentante per gli Affari Politici, ha espresso simili posizioni durante la riunione del Consiglio di Sicurezza dell’ONU il 20 Dicembre 2022.[140] Anche Jake Sullivann, Consigliere per la Sicurezza Nazionale degli Stati Uniti, ha espresso preoccupazioni e richiesto la riapertura della strada.[141] Cinque membri del Congresso hanno rilasciato questo comunicato: "È disturbante che l’unica volta che gli azeri sono liberi di manifestare è quando ciò minaccia la vita degli armeni. Sollecitiamo gli Stati Uniti e i nostri partner europei ad usare ogni strumento diplomatico a loro disposizione per terminare questa crisi artificiale creata dall’Azerbaijan”.[142]. Il sindaco di Los Angeles ha scritto il 4 gennaio una lettera al Presidente Joe Biden chiedendo che gli stati uniti aiutano la popolazione dell’Artsakh.[143][144]
- Uruguay – Il senato ha espresso solidarietà con la popolazione dell’Artsakh e richiesto all’Azerbaijan la cessazione del blocco.[145][146][147]
- Città del Vaticano – Papa Francesco:

 Il 29 gennaio 2023, ha reiterato il suo appello nel trovare soluzioni pacifiche alla “grave situazione umanitaria del Corridoio di Laçın”, definendo “disumane” le condizioni venutesi a creare per la popolazione locale.

### Organismi Sovranazionali
- Unione europea – “L’Unione Europea fa appello all’Azerbaijan per assicurare la libertà di movimento e ricorda come restrizioni ai movimenti di questo tipo causano particolari sofferenze alla popolazione locale, sollevando preoccupazioni dal punto di vista umanitario.[153][154][155] L’Assemblea Parlamentare del Consiglio di Europa (PACE) si occupa del monitoraggio di Armenia e Azerbaijan e si è appellata a un ripristino urgente della libertà di movimento nel corridorio.[156] Nathalie Loiseau sostiene che l’Unione Europea debba utilizzare i suoi legami economici per premere sull’Azerbaijan affinché ponga fine al blocco, dicendo “Non dobbiamo aver timore di difendere i valori universali. Se non lo facciamo noi, chi agirà?”[97] Josep Borrell, dichiara che l’UE non sta prendendo in considerazione l’idea di porre sanzioni all’Azerbaijan quanto piuttosto perseguire la strada diplomatica.[157] Il 23 gennaio il Consiglio europeo ha deciso di istituire una missione civile dell’Unione Europea in Armenia (Euma).[158]
  - Il gruppo Renew Europe del Parlamento Europeo si appella incodizionatamente all’Azerbaijan per il termine del blocco.[159]
- Consiglio d'Europa – Dunja Mijatović, commissario per i diritti umani del Consiglio d’Europa, ha rilasciato un comunicato in cui esprime preoccupazione per la situazione e chiede la riapertura del corridoio.[160]
- Nazioni Unite – Il blocco è stato discusso dal Consiglio di Sicurezza ma al momento non sono state adottate risoluzioni.[161]
- UNICEF – Ha dichiarato che: "I bambini sono colpiti dalla chiusura dell'accesso al Nagorno-Karabakh attraverso il corridoio di Laçın. Più a lungo la situazione persiste, più i bambini sperimenteranno la mancanza di generi alimentari di base, mentre l'accesso a molti dei servizi essenziali di cui hanno bisogno per la loro sopravvivenza, crescita sana e benessere diventerà più difficile. Molti bambini sono stati anche privati delle cure parentali, poiché sono stati separati dai loro genitori o tutori legali".[162]
- CSTO – Il Segretario Generale Stanislav Zas ha dichiarato che la questione del Corridoio di Laçın è al di fuori delle sue responsabilità.[163][164]
- Organizzazione per la cooperazione e lo sviluppo economico ha rilasciato una dichiarazione: "Il blocco del commercio e del transito sul corridoio Lanchin sta contribuendo alla catastrofe umanitaria in Karabakh e dovrebbe essere revocato immediatamente. L'Azerbaigian ha la responsabilità morale di garantire il benessere degli armeni del Karabakh".[165]

### Organizzazioni Non Governative
- L’Istituto Lemkin per la prevenzione del genocidio ha rilasciato tre “Red Flag Alerts” nei riguardi dell’Azerbaijan dall’inizio del blocco[166] descrivendolo come “un atto criminale che si pone come obiettivo il creare terrore e condizioni di vita insostenibili nella popolazione dell’Artsakh. Questi non sono eventi isolati ma, piuttosto, vengono commessi seguendo uno schema più ampio di genocidio contro l’Armenia e gli armeni da parte del regime azero”.[167][168]
- L’International Association of Genocide Scholars ha condannato il blocco e gli attacchi “deliberati” dell’Azerbaijan alle infrastrutture critiche della regione. Il gruppo ha rilevato fattori di rischio significativi in Nagorno-Karabakh. “Il governo dell’Azerbaijan, incoraggiato dall’alleata Turchia, ha a lungo promosso un odio ufficiale nei confronti degli armeni, ha promosso l’impunità nei riguardi delle atrocità commesse a scapito degli armeni e ha ripetutamente minacciato di voler liberare la regione dalla sua popolazione armena indigena”.[169]
- Il presidente di Christian Solidarity International, John Eibner, ha condannato il blocco dichiarando “Il processo di Genocidio Armeno sta andando avanti dai tempi dei massacri ottomani del tardo diciannovesimo secolo. Ora, ponendo il Nagorno-Karabakh sotto assedio, la dittatura azera sta chiaramente dichiarando il suo intento di portare avanti un’altra fase del Genocidio.[170][171]
- Membri dell’Aurora Humanitarian Initiative hanno condannato il blocco paragonandolo al blocco sovietico di Berlino nel 1948.[172]
- World Medical Association: Il Dr. Frank Ulrich Montgomery, ha sollecitato il governo azero a garantire il transito sicuro attraverso il Corridoio di Laçın, strada critica per la consegna di cibo e medicinali.[173]
- Freedom House scrive su Twitter: "Ci appelliamo alla comunità internazionale affinché sostenga il suo supporto ai negoziati senza coercizione. L’Azerbaijan deve far cessare il suo blocco del Corridoio di Laçın”.[174]
- Genocide Watch – ha rilasciato un allarme a Settembre 2022 riguardanti le condizioni dell’area. Il comunicato riporta: “A causa dei suoi attacci non provocati e la sua retorica genocidiaria contro la popolazione armena, Genocide Watch considera l’assalto dell’Azerbaijan all’Armenia e all’Artsakh di essere al Livello 4: Disumanizzazione; Livello 7: Preparazione; Livello 8: Persecuzione; Livello 10: Negazionismo”.[175]
- Human Rights Watch dichiara "anche nel caso in cui i protestanti abbiano autentiche preoccupazioni riguardanti l’ambiente o altre rimostranze, l’Azerbaijan deve [...] assicurare che la strada rimanga aperta e che la protesta non neghi ai residenti del Nagorno Karabakh il loro diritto all’accesso ai servizi e beni essenziali e tuteli la loro libertà di movimento”.[84][176]
- Amnesty International – dichiara, dopo un mese dall’inizio del blocco,: “L’Azerbaijan deve porre fine al blocco del corridoio di Laçın, che ha lasciato i residenti del Nagorno-Karabakh privi dell’accesso a beni e servizi essenziali”.[177] In occasione del sessantesimo giorno dall’inizio del blocco, ha rilasciato un secondo appello affinché il blocco venga rimosso, riportando come questo ponga la vita di migliaia di persone in pericolo, impedisca l’accesso ai servizi medici, al carburante e al cibo e sottolinea come l’Azerbaijan abbia fallito nei suoi obblighi nei confronti dei diritti umani per non aver intrapreso nessuna azione per rimuovere il blocco.[176][178][179]
- Socialist International – si appella all’Azerbaijan nel rispettare l’accordo trilaterale di cessate il fuoco rimuvendo il blocco e garantendo che i diritti della popolazione vengano rispettati.[180]
- International Disability Alliance, di concerto con l’European Disability Forum (EDF), condanna il blocco di una strada vitale che ha avuto come conseguenza una serie di violazioni dei diritti umani. Le due associazioni mettono in luce come il blocco abbia un impatto dalle proporzioni enormi sulle persone con disabilità, e oltre 9000 persone con disabilità sono soggette a gravissime violazioni dei loro diritti umani.[60]
- L’Interparliamentary Assembly on Orthodoxy dichiara: “Condanniamo nei termini più inequivocabili il blocco inaccettabile della popolazione armena nel Nagorno-Karabakh che al momento dura da oltre un mese, sotto false pretese di organizzazioni e autorità dell’Azerbaijan, ponendo a rischio la vita di 120 000 armeni che vogliono rimanere nelle loro case ancestrali. Ci appelliamo alla comunità internazionale per intervenire immediatamente per una soluzione di questo peculiare assedio della popolazione, che punta al loro sterminio o alla loro diaspora”.[181]